# Gifford (Illinois)
Gifford – wieś w Stanach Zjednoczonych, w stanie Illinois, w hrabstwie Champaign.